# Tô Gia Đồn
Tô Gia Đồn (tiếng Trung: 苏家屯区, Hán Việt: Tô Gia Đồn khu) Là một quận của thành phố Thẩm Dương (沈阳市), tỉnh Liêu Ninh, Cộng hòa Nhân dân Trung Hoa. Quận này có diện tích 776 km2, dân số 430.000 người, mã số bưu chính 110101. Quận lỵ đóng tại số 14 đường Thúy Bách. Tô Gia Đồn là nơi sinh sống của 13 dân tộc: Hán, Hồi, Mông Cổ, Mãn Châu... Quận này có 7 nhai đạo, 7 trấn, 5 hương.

## Khí hậu
| Dữ liệu khí hậu của Tô Gia Đồn, elevation 35 m (115 ft), (1991–2020 normals) | Dữ liệu khí hậu của Tô Gia Đồn, elevation 35 m (115 ft), (1991–2020 normals) | Dữ liệu khí hậu của Tô Gia Đồn, elevation 35 m (115 ft), (1991–2020 normals) | Dữ liệu khí hậu của Tô Gia Đồn, elevation 35 m (115 ft), (1991–2020 normals) | Dữ liệu khí hậu của Tô Gia Đồn, elevation 35 m (115 ft), (1991–2020 normals) | Dữ liệu khí hậu của Tô Gia Đồn, elevation 35 m (115 ft), (1991–2020 normals) | Dữ liệu khí hậu của Tô Gia Đồn, elevation 35 m (115 ft), (1991–2020 normals) | Dữ liệu khí hậu của Tô Gia Đồn, elevation 35 m (115 ft), (1991–2020 normals) | Dữ liệu khí hậu của Tô Gia Đồn, elevation 35 m (115 ft), (1991–2020 normals) | Dữ liệu khí hậu của Tô Gia Đồn, elevation 35 m (115 ft), (1991–2020 normals) | Dữ liệu khí hậu của Tô Gia Đồn, elevation 35 m (115 ft), (1991–2020 normals) | Dữ liệu khí hậu của Tô Gia Đồn, elevation 35 m (115 ft), (1991–2020 normals) | Dữ liệu khí hậu của Tô Gia Đồn, elevation 35 m (115 ft), (1991–2020 normals) | Dữ liệu khí hậu của Tô Gia Đồn, elevation 35 m (115 ft), (1991–2020 normals) |
| Tháng                                                                        | 1                                                                            | 2                                                                            | 3                                                                            | 4                                                                            | 5                                                                            | 6                                                                            | 7                                                                            | 8                                                                            | 9                                                                            | 10                                                                           | 11                                                                           | 12                                                                           | Năm                                                                          |
| ---------------------------------------------------------------------------- | ---------------------------------------------------------------------------- | ---------------------------------------------------------------------------- | ---------------------------------------------------------------------------- | ---------------------------------------------------------------------------- | ---------------------------------------------------------------------------- | ---------------------------------------------------------------------------- | ---------------------------------------------------------------------------- | ---------------------------------------------------------------------------- | ---------------------------------------------------------------------------- | ---------------------------------------------------------------------------- | ---------------------------------------------------------------------------- | ---------------------------------------------------------------------------- | ---------------------------------------------------------------------------- |
| Trung bình ngày tối đa °C (°F)                                               | −4.5 (23.9)                                                                  | 0.4 (32.7)                                                                   | 7.7 (45.9)                                                                   | 17.3 (63.1)                                                                  | 24.2 (75.6)                                                                  | 28.0 (82.4)                                                                  | 29.9 (85.8)                                                                  | 29.3 (84.7)                                                                  | 24.8 (76.6)                                                                  | 16.6 (61.9)                                                                  | 6.1 (43.0)                                                                   | −2.3 (27.9)                                                                  | 14.8 (58.6)                                                                  |
| Trung bình ngày °C (°F)                                                      | −9.8 (14.4)                                                                  | −5.0 (23.0)                                                                  | 2.4 (36.3)                                                                   | 11.3 (52.3)                                                                  | 18.4 (65.1)                                                                  | 22.9 (73.2)                                                                  | 25.5 (77.9)                                                                  | 24.6 (76.3)                                                                  | 19.0 (66.2)                                                                  | 10.8 (51.4)                                                                  | 1.2 (34.2)                                                                   | −7.2 (19.0)                                                                  | 9.5 (49.1)                                                                   |
| Tối thiểu trung bình ngày °C (°F)                                            | −14.3 (6.3)                                                                  | −9.7 (14.5)                                                                  | −2.4 (27.7)                                                                  | 5.7 (42.3)                                                                   | 12.9 (55.2)                                                                  | 18.3 (64.9)                                                                  | 21.7 (71.1)                                                                  | 20.6 (69.1)                                                                  | 14.0 (57.2)                                                                  | 5.9 (42.6)                                                                   | −3.0 (26.6)                                                                  | −11.3 (11.7)                                                                 | 4.9 (40.8)                                                                   |
| Lượng Giáng thủy trung bình mm (inches)                                      | 5.0 (0.20)                                                                   | 8.5 (0.33)                                                                   | 15.0 (0.59)                                                                  | 32.0 (1.26)                                                                  | 59.2 (2.33)                                                                  | 89.1 (3.51)                                                                  | 159.4 (6.28)                                                                 | 152.9 (6.02)                                                                 | 51.2 (2.02)                                                                  | 42.2 (1.66)                                                                  | 21.7 (0.85)                                                                  | 11.3 (0.44)                                                                  | 647.5 (25.49)                                                                |
| Số ngày giáng thủy trung bình (≥ 0.1 mm)                                     | 3.2                                                                          | 3.4                                                                          | 4.6                                                                          | 6.4                                                                          | 9.2                                                                          | 11.5                                                                         | 11.7                                                                         | 10.5                                                                         | 6.5                                                                          | 6.7                                                                          | 5.6                                                                          | 3.9                                                                          | 83.2                                                                         |
| Số ngày tuyết rơi trung bình                                                 | 4.4                                                                          | 4.3                                                                          | 4.0                                                                          | 1.0                                                                          | 0                                                                            | 0                                                                            | 0                                                                            | 0                                                                            | 0                                                                            | 0.5                                                                          | 3.5                                                                          | 5.5                                                                          | 23.2                                                                         |
| Độ ẩm tương đối trung bình (%)                                               | 58                                                                           | 51                                                                           | 48                                                                           | 47                                                                           | 52                                                                           | 65                                                                           | 75                                                                           | 75                                                                           | 66                                                                           | 61                                                                           | 59                                                                           | 60                                                                           | 60                                                                           |
| Số giờ nắng trung bình tháng                                                 | 161.5                                                                        | 185.3                                                                        | 217.6                                                                        | 220.9                                                                        | 241.3                                                                        | 215.0                                                                        | 193.3                                                                        | 200.7                                                                        | 210.2                                                                        | 194.3                                                                        | 151.1                                                                        | 144.5                                                                        | 2.335,7                                                                      |
| Phần trăm nắng có thể                                                        | 55                                                                           | 62                                                                           | 59                                                                           | 55                                                                           | 53                                                                           | 47                                                                           | 42                                                                           | 47                                                                           | 57                                                                           | 57                                                                           | 52                                                                           | 51                                                                           | 53                                                                           |
| Nguồn: China Meteorological Administration                                   |                                                                              |                                                                              |                                                                              |                                                                              |                                                                              |                                                                              |                                                                              |                                                                              |                                                                              |                                                                              |                                                                              |                                                                              |                                                                              |